# Тёмная триада
Тёмная триада в психологии представляет собой группу, включающую три личностные черты: нарциссизм, макиавеллизм и психопатию. Определение «тёмный» указывает на злонамеренные, негативные для окружающих особенности данных черт.
Нарциссизм характеризуется грандиозностью, гордыней, самовлюблённостью и отсутствием эмпатии.
Макиавеллизм включает в себя манипуляцию и эксплуатацию других, циничное пренебрежение нравственностью, сосредоточение на собственных интересах и лживость.
Главными особенностями психопатии являются асоциальное поведение, импульсивность, эгоизм, бессердечность и беспощадность.
Все три черты связаны с бессердечно-манипулятивным межличностным стилем. В результате факторного анализа, проведённого в Каледонском университете Глазго, было обнаружено, что среди «большой пятёрки» черта доброжелательности слабо представлена в тёмной триаде, в то время как невротизм и недобросовестность с некоторыми из них имеют непосредственную связь.

## История изучения
Исследование личностных черт, представленных в тёмной триаде, проходило в изоляции друг от друга. Термин «макиавеллизм» восходит своими корнями к XVI веку, в то время как «нарциссизм» и «психопатия» известны с XIX века.
В 1998 году МакХоски, Ворзель и Сьярто заявили, что нарциссизм, макиавеллизм и психопатия более или менее взаимозаменяемы в случае нормальных выборок, чем вызвали полемику. Делрой Паулхус и МакХоскей обсудили данный вопрос на последующей конференции Американской психологической ассоциации (АПА), тем самым вдохновив на дальнейшие исследования данной проблемы. Паулхус и Уильямс нашли достаточно поведенческих, личностных и когнитивных различий между указанными чертами, предположив, что они являются разными конструкциями; но, помимо прочего, было выявлено, что необходимы дальнейшие исследования для выяснения моментов, когда они перекрывают друг друга.

### Субклинические проявления против расстройств
Две черты тёмной триады, нарциссизм и психопатию, традиционно объединяют в рамках расстройства личности. Нарциссизм был рассмотрен в трудах Зигмунда Фрейда, психопатия в качестве клинического диагноза впервые упоминается в ранних трудах Харви Клекли, в частности, в «Маске здравомыслия». Принимая во внимание пространственную модель нарциссизма и психопатии, дополненную оценками самоотчёта, которые подходят для оценки населения в целом, эти черты могут быть изучены на субклиническом уровне.
Что касается эмпирических исследований, психопатия не была научно изучена вплоть до 1970-х годов, пока не появилось новаторское исследование Роберта Харе в виде «Контрольного перечня признаков психопатии» (PSL) и их пересмотр (PSL-R). Харе отмечает в своей книге «Без совести», что опрос психопатов для самоотчёта по психологически важным вопросам не обеспечивает точных и объективных данных. Тем не менее, были предприняты усилия для изучения психопатии с использованием собственных точных инструментов, таких, как опросник Левенсона (первичная и вторичная шкалы), описание психопатической личности, личностная шкала самоотчёта.
Оценка нарциссизма требовала клинических интервью, пока не был создан Опросник для определения нарциссической личности Раскина-Холла в 1979 году. После указанного опросника появились другие меры по обеспечению альтернатив самоотчёта для оценки расстройства личности. Кроме того, были разработаны новые инструменты для изучения «патологического» нарциссизма, в отличие от напыщенного нарциссизма, который, по утверждению многих, выявляется с помощью вышеуказанного опросника.
Макиавеллизм никогда не упоминается в той или иной версии Диагностического и статистического руководства по психическим расстройствам. Данная черта рассматривается как строго личностная конструкция. Так, исходная версия шкалы Мак-4 по-прежнему наиболее широко используется в эмпирических исследованиях.

## Взаимосвязи макиавеллизма, нарциссизма и психопатии
Каждая из составляющих Тёмной триады в той или иной степени вносит свой вклад в такие особенности, как чувство собственного превосходства, пренебрежительное отношение к общепринятым нормам поведения, социальная доминантность, эгоцентризм, эгоизм, нечувствительность к проблемам других, недоброжелательность, отсутствие эмпатии, эмоциональная холодность, а также склонность к обману, манипуляции и использованию других. Носители Тёмной триады готовы лгать, если это помогает достичь цели или приносит выгоду.
Все черты, входящие в Тёмную триаду, положительно и на одном уровне значимости связаны с ориентацией на социальную доминантность по отношению к социальным меньшинствам, с восприятием иммигрантов как угрозы для внутригрупповой целостности и с предрассудками относительно иммигрантов; большинство исследований обнаруживают отрицательные связи с показателями эмоционального интеллекта и с таким фактором Большой пятёрки, как «доброжелательность». Все черты Тёмной триады вносят вклад в отклоняющееся поведение подростков, носители всех черт Тёмной триады прибегают к манипулятивным стратегиям и обману в межличностных отношениях, в частности, при общении с партнёрами противоположного пола.

## Перспективы

### В качестве расстройства
В общем, врачи рассматривают данные черты как патологические, то, что они нуждаются в лечении и, по существу, нежелательны, так как они, к примеру, осуждаемы в обществе или лично контрпродуктивны. Однако, есть другое утверждение, что адаптивные свойства сопровождаются дезадаптивными. С эволюционной точки зрения, тёмная триада представляет собой различные брачные стратегии. Частота их появления в генофонде требует, по крайней мере, некоторой адаптации к местным условиям.
Обычные версии этих черт проявляются в выборках среди учащихся и общества в целом, где высокие уровни могут наблюдаться у лиц в повседневной жизни. Даже в этих примерах исследования показывают высокую зависимость этих черт с агрессией, расизмом и травлей по сравнению с другими формами социальной аверсивности.

### На рабочем месте
Оливер Джеймс определяет, что каждая из трёх тёмных триадических личностных черт является распространённой на рабочих местах. Макиавеллизм проявляется в виде удержания власти, тактики жёсткого управления, манипулятивного поведения. Нарциссизм определяется в склонности к контрпродуктивному трудовому поведению, особенно когда самооценка находится под угрозой. Психопатия на рабочем месте характеризуется агрессией, конфликтами, стрессами, прогулами, снижением производительности и ответственности.

### Интернет-троллинг
Последние исследования показали, что люди, попавшие под определение «троллей», как правило, имеют тёмные черты личности, проявляют признаки садизма, антисоциального поведения, психопатии и макиавеллизма. Между антисоциальной деятельностью и флеймом троллинга проводится черта сходства, интернет-троллинг — это своеобразное проявление повседневного садизма. Оба исследования показали, что троллинг, связанный с травлей, характерен как для подростков, так и для взрослых.

### Как брачная стратегия
Имеется предположение, что черты тёмной триады указывают на предрасположенность людей к сиюминутной выгоде и связям на долгосрочной перспективе в получении выгоды и пользы. Хотя в развитом обществе развивается содействие долгосрочным перспективам (охрана окружающей среды, экономия денег к выходу на пенсию), существуют репродуктивные преимущества для личных размышлений и действий краткосрочного характера. Кроме того, мужчины, обладающие такими чертами, как представляется, более сексуально привлекательны среди женщин.
В соответствии с этой точкой зрения, как показывают исследования, в среднем те, у кого проявляются черты тёмной триады, имеют: ускоренную брачную стратегию, проявляемую в большем количестве сексуальных партнёров; более благоприятные отношения к случайному сексу; пониженные стандарты к своим краткосрочным партнёрам; тенденция к переманиванию и уводу партнёров у других; повышенный риск в злоупотреблении наркотическими веществами; тенденция к предпочитанию немедленной, но меньшей суммы денег, чем с задержкой, но большей суммы; ограниченный самоконтроль и больше случаев СДВГ; прагматичный и игровой стиль любви. Эти черты были определены как часть быстрой жизненной стратегии, что, как представляется, предстоит принять за эксплуататорский, оппортунистический и многогранный подход к жизни в целом и на работе.
Имеются противоречивые данные о точной связи между тёмной триадой и репродуктивным успехом. Например, существует недостаточно данных для репродуктивного успеха в случае психопатии. Кроме того, эти черты не повсеместно краткосрочно-ориентированные, и они не все импульсивные. Кроме того, большая часть исследований, которые относятся к тёмной триаде, цитируемых в разделе «Истории изучения», базируются на статистических процедурах, которые воспринимают тёмную триаду как отдельную конструкцию, несмотря на генетические и метааналитические доказательства обратного.

## Связанные понятия

### Тёмная тетрада
Тёмная тетрада расширяет тёмную триаду, добавляя к ней повседневный садизм. Исследования на эту тему бурно растут.

### Уязвимая тёмная триада
Уязвимая тёмная триада (англ. VDT) включает в себя три взаимосвязанные и подобные конструкции: уязвимый нарциссизм, фактор 2 психопатии и пограничное расстройство личности, — которые, как показывает исследование, тесно связаны друг с другом и проявляют подобные номологические сети. Хотя черты VDT имеют отношение к отрицательной эмоциональности и антагонистическому межличностному стилю, они также тесно связаны с интроверсией и подавленностью.